# 大島晃
大島 晃（おおしま あきら、1946年9月12日 - 2015年12月1日）は、漢文学者。上智大学名誉教授。

## 経歴
出生から修学期
1946年、栃木県宇都宮市で生まれた。東京教育大学漢文学科を卒業し、東京大学大学院中国哲学専門課程へ進んだ。大学院での指導教官は山井湧であった。博士課程を満期退学。
東洋思想史研究者として
その後は、東京大学助手に採用された。上智大学文学部助教授に就き、後に教授昇格。在任中には文学部長も務めた。2011年に上智大学を定年退職し、名誉教授となった。2015年に死去。

## 著作
著書
- 『良寛への道：良寛を学ぶ人のために』考古堂書店 2002
- 『大而宗龍伝』考古堂書店 2006
- 『日本漢学研究試論：林羅山の儒学』汲古書院  2017

共編著・監修
- 『朱子学的思惟：中国思想史における伝統と革新』有田和夫共編、汲古書院 1990
- 『中国名言便覧』編、三省堂 1998
- 『中国名言名句辞典』編、三省堂 1998
- 『漢字典』小和田顯・遠藤哲夫・伊東倫厚・宇野茂彦共編、旺文社 1999
- 『標準漢和辞典』(第6版) 遠藤哲夫・小和田顯と共監修、旺文社 2011。中学校向け

訳註書
- 『孟子』(中国の古典 4) 学習研究社 1983
- 『荀子 下』(中国の古典 8) 共訳、学習研究社 1986
- 『大学聴塵』清原宣賢著、四書註釈書研究会編著、戸川芳郎・町泉寿郎共監修、汲古書院(清原宣賢漢籍抄翻印叢刊) 2011

## 論文
- 大島晃